# Guillaume Bragose
Guillaume Bragosse (nascido em Mende, França — falecido em 8 de novembro de 1367) foi um prelado e cardeal francês da Igreja Católica.

## Biografia
Guillaume Bragose nasceu em data desconhecida na comuna francesa de Mende. Estudou direito e recebeu o título de doutor. Posteriormente, foi professor na Universidade Toulouse.
Em 2 de agosto de 1361 foi eleito bispo de Vabres. Ele ocupou a sé até sua nomeação para o cardinalato. Bragose foi criado cardeal-diácono de São Jorge em Velabro pelo Papa Inocêncio VI no consistório de 17 de setembro de 1361.
Ele participou do conclave de 1362, que elegeu o Papa Urbano V. Em 6 de dezembro de 1362, foi nomeado cardeal-presbítero de São Lourenço em Lucina. Em agosto de 1367, foi nomeado penitenciário-mor da Penitenciária Apostólica.
Guillaume acompanhou o Papa Urbano V em sua viagem a Roma e morreu pouco depois, antes de 8 de novembro de 1367, deixando seus pertences para a basílica de seu título, onde foi enterrado.